# 485 (tal)
485 är det naturliga talet som följer 484 och som följs av 486.

## Inom vetenskapen
- 485 Genua, en asteroid.

## Inom matematiken
- 485 är ett udda tal.
- 485 är ett sammansatt tal.
- 485 är ett semiprimtal.[1]